# Культура Казани
Казань является одним из крупнейших культурных центров России, сохраняя классические достижения, а также способствуя развитию современных, авангардных направлений во многих областях культуры. Столицу Татарстана традиционно называют «мультикультурной», подразумевая взаимовыгодное обогащение мирно сосуществующих русской и татарской культур. При поддержке ЮНЕСКО в Казани был создан первый в мире Институт культуры мира. В городе проводятся съезды Всемирного конгресса татар и действует его исполком.
В Казани ежегодно проводятся международные фестивали оперы Шаляпинский, балета Нуриевский, театров кукол "Шомбай-fest", классической музыки Рахманиновский, оперы open air «Казанская осень», современной музыки «Конкордия» в Казани, импровизационной музыки "Jazz в усадьбе Сандецкого", фольк-рок-музыки «Сотворение мира», литературный «Аксёнов-фест», мусульманского кино «Золотой Минбар» (с 2010 года — Казанский международный фестиваль мусульманского кино), ролевых игр «Зиланткон», многочисленные другие фестивали и конкурсы федерального и республиканского уровня.
31 октября 2019 года Казань в числе 66-ти городов со всего мира вошла в Сеть творческих городов ЮНЕСКО по направлению «музыка». С учетом последнего пополнения Сеть включает в себя 246 городов, основой развития которых является творчество в разных областях проявления.

## Театры
Всего в Казани насчитывается 15 театров, из них 3 имеют звание академических.

### Казанский государственный академический русский Большой драматический театр имени В. И. Качалова
Один из крупнейших драматических театров России, в 1996 получил звание академического. Был учреждён в 1791 году. В 1849—1852 гг. для театра было построено каменное здание. Здание, в котором ныне располагается театр, построено в 1914 году. В 1948 году театру было присвоено имя народного артиста СССР В. И. Качалова, начинавшего в нём свой творческий путь.

### Татарский академический театр имени Галиаскара Камала
Датой основания театра считается 22 декабря 1906 года, когда в Казани был сыгран первый публичный спектакль на татарском языке. А 1922 г. у театра появляется специально оборудованное здание. В 1926 г. театру присвоено звание «Академический». В 1939 г. в связи с 60-летием классика Галиаскара Камала театру присвоено его имя. Современное здание театра было открыто в 1987 г.

### Казанский государственный театр юного зрителя
Театр был основан 30 ноября 1932 года, когда состоялся первый спектакль Казанского государственного театра юного зрителя «Ровесники».

### Татарский государственный театр драмы и комедии имени Карима Тинчурина
Возник в 1933 году. Сейчас в репертуаре более 30 постановок для взрослых и 6 постановок для детей. 1988 год стал в истории театра переломным. В этом году театру присвоили имя одного из основателей театра, великого татарского артиста, режиссёра и драматурга  Карима Тинчурина. Также в этом году театр становится стационарным. Он получает своё здание по адресу: ул.Горького,13.После 55 летних скитаний театр им.К.Тинчурина вернулся в родные стены.  С этого времени начинается новый этап в жизни театра, пересматривается репертуар, идет активный поиск новых форм, стилей и жанров так как  стационарное существование требует нового подхода к театральному творчеству.

### Татарский государственный театр кукол «Экият»
Татарский государственный театр кукол «Экият» был основан в 1934 году и является одним из ведущих театров кукол Российской Федерации. В настоящее время в театре работает около 100 человек. С 1974 года является членом Международной организации театров кукол — УНИМА. В 2012 году открыто новое здание театра на Петербургской улице.

### Татарский академический государственный театр оперы и балета имени Мусы Джалиля
Крупнейший театр оперы и балета в России. Современное здание было открыто 28 сентября 1956. В 1988 г. театру было присвоено звание «Академический». Единственный театр в России, являющийся местом проведения крупных Международных фестивалей — оперного имени Ф. И. Шаляпина, классического балета имени Р. Нуриева.
Труппа театра ведет активную гастрольную деятельность в странах Западной Европы. Ежегодно театр дает до 120 представлений за рубежом.
Согласно исследованиям журнала «FORBES» (октябрь 2009), Татарский академический государственный театр оперы и балета им. М.Джалиля — второй по показателю заполняемости зала в России (93 %), он уступает пальму первенства лишь Большому театру (96 %), опережая Мариинский театр Санкт-Петербурга.

### Казанский татарский государственный театр юного зрителя имени Габдуллы Кариева
Образован в 1991 году.

### Другие театры
- Учебный театр Казанского театрального училища

Театр считается ориентированным на зрителя, интересующегося инновациями в театральном искусстве. Имеет профессионально оборудованный зал на 100 мест.
- Молодёжный экспериментальный театр
- Театр «На Булаке»

Новый театр на 150 зрителей, специализирующийся на современном искусстве. Стоимость билетов весьма демократична — всего 100 рублей.
Возрастной состав актеров театра — от студентов театрального училища до Романа Ерыгина. У театра нет и, скорее всего, не будет одного режиссёра — спектакли будут готовить разные люди. казанские театралы между собой называют новый проект «авторским театром».

## Киноискусство

### Кинофестиваль
В культурно-развлекательном комплексе «Пирамида» ежегодно проводится международный кинофестиваль мусульманского кино.

### Кинотеатры
Первое упоминание о публичном просмотре кинолент в Казани датируется июлем 1906 года. Первый постоянный кинотеатр заработал в сентябре 1907 года. К 1915 году количество кинотеатров в Казани достигло своего максимума за всю историю — 15 кинотеатров. Кинозалы стали открываться в специально спроектированных для этого зданиях. После революции их число стало уменьшаться. В настоящий момент в Казани действует 12 кинотеатров, имеющих 56 кинозалов, в том числе IMAX и Simex 4D. Единственным государственным кинотеатром является ЦРК "МИР", который в своей репертуарной политике исповедует особую миссию: доносить до зрителя "другое кино", фестивальные программы, кино в рамках программы "Доступная среда" и национальные программы. Это старейший кинотеатр, который оборудован технической базой для высококачественного показа и адаптирован под слуховые аппараты. Многолетняя практика кинотеатра основана на проведении творческих встреч с кинематографистами разных стран, организации киномероприятий и проведении благотворительных кинопоказов.

### Киностудии
Единственная в Поволжье казанская киностудия была организована в 1932 году на основе Татарской производственной базы «Союзкинохроника». Ныне это - ГУ "Татаркино".
В настоящее время студия регулярно выпускает фильмы. Последние работы киностудии — «Инзеень-малина» и «Куктау» (режиссёр И. Р. Ягафаров) — вызвали интерес на нескольких международных кинофестивалях.
Ленты «Зулейха» и «Дилемма» киностудии «Рамай» получили призы зрительских симпатий, соответственно, на «Berlin Asia-Pacific Film Festival» и III МФМК «Золотой минбар».
Также функционирует Татарский киноцентр Союза кинематографистов РТ.

## Музеи
Всего в Казани действует 34 государственных музея и несколько общественных и частных галерей. Крупнейшим и самым многопрофильным из них является Национальный музей Республики Татарстан, основанный в 1894 году. Самые ценные естественнонаучные, археологические, этнографические и многие другие экспозиции располагаются в главном здании музея — бывшем Гостином дворе 1800—1815 гг. постройки. В Казани действует единственный в России филиал Государственного Эрмитажа — центр «Эрмитаж-Казань». Также одним из самых популярных музеев города является Музей ИЗО РТ, представляющий свои экспозиции в здании бывшей резиденции генерала Сандецкого (начало XX века), в кремлёвской галерее «Хазинэ» и колокольне Богоявленской церкви.

## Музыка
Музыкальная жизнь столицы Татарстана совмещает в себе самые разнообразные черты. Государственный Большой концертный зал им. С. Сайдашева регулярно проводит фестиваль классической музыки имени Рахманинова и фестиваль современной музыки «Конкордия» имени Софьи Губайдуллиной, международные фестивали «Пианофорум» и «Новое передвижничество», классические концерты международного уровня, а его концертный орган не имеет аналогов в России. Казанский камерный оркестр «La Primavera» известен далеко за пределами города. Выпускницу Казанской консерватории Софью Губайдулину называют «самой выдающейся женщиной-композитором XX века».
Проводится ежегодный международный оперный фестиваль «Казанская осень» в современном мировом формате на открытом воздухе «опен эйр» со свободным посещением тысяч зрителей гала-концерта оперных топ-звёзд на Дворцовой площади вблизи стен Казанского Кремля и набережной реки Казанка и постановки оперы в естественных исторических интерьерах на территории Казанского Кремля.
В городе также ежегодно проходят международные фестивали импровизационной музыки «Джаз в усадьбе Сандецкого» и «Джазовый перекресток», а также опен эйр фольк-рок-фестиваль уникального межстилевого формата «Сотворение Мира».
В Казани действует единственная в России школа рок-музыки «The Road». В городе также функционируют 2 филармонии: Татарская государственная филармония имени Г. Тукая и Казанская городская филармония.

## Прочее
- Казанский государственный цирк является одним из ведущих цирков Российской Федерации.[20] Первый стационарный цирк в Казани был построен в 1890 году братьями Никитиными. В 1967 году было открыто современное здание цирка, являющееся памятником архитектуры.[21] При цирке работает Республиканская детская цирковая школа.
- Казань ежегодно принимает «Зиланткон» — крупнейший всероссийский конвент любителей фантастики, толкинистики и ролевых игр, собирающий несколько тысяч человек из 200 городов России и СНГ.[22]
- В Казани есть немало парков, среди них выделяются обустроенностью и популярностью парки Тысячелетия, Победы, Урицкого, «Кырлай», ЦПКиО, Чёрное озеро, сады Эрмитаж, Лядской, Фуксовский и другие, а также Аллея Славы и зоопарк с ботаническим садом.